# Bad Gleichenberg
Bad Gleichenberg osztrák község és gyógyüdülőhely Stájerország Délkelet-stájerországi járásában. 2017 januárjában 5336 lakosa volt.

## Elhelyezkedése

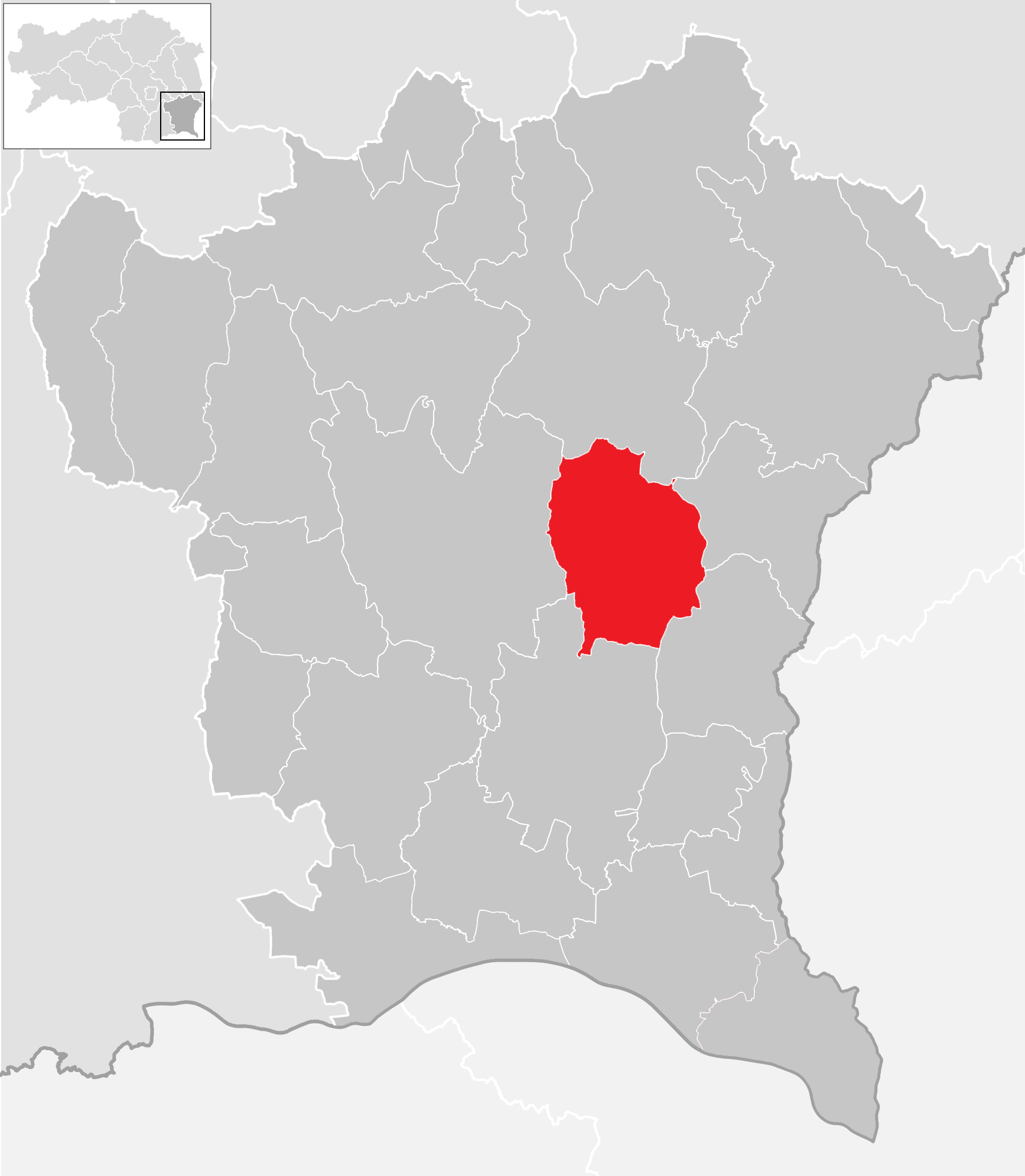
Bad Gleichenberg a Délkelet-stájerországi járásban

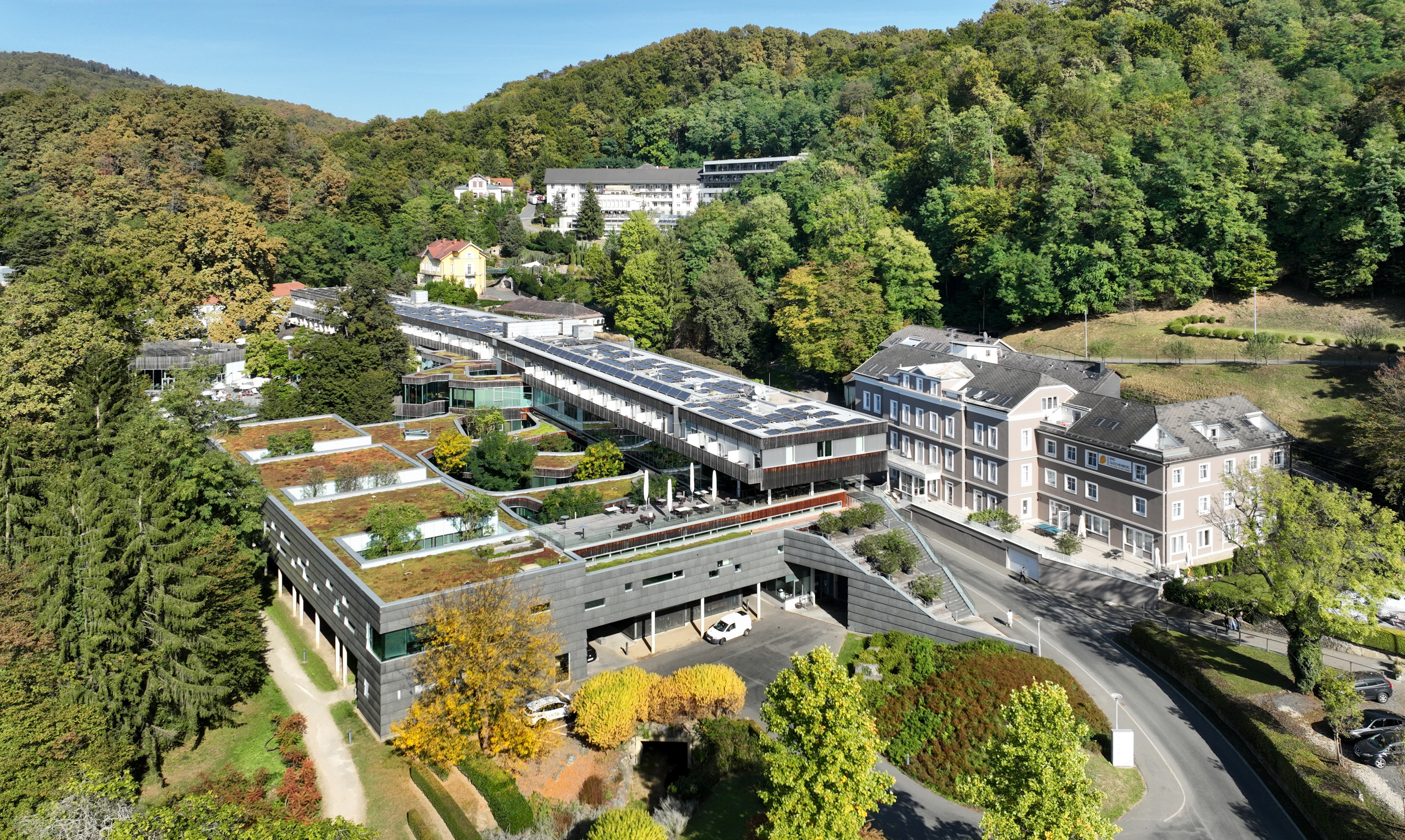
Kurhaus

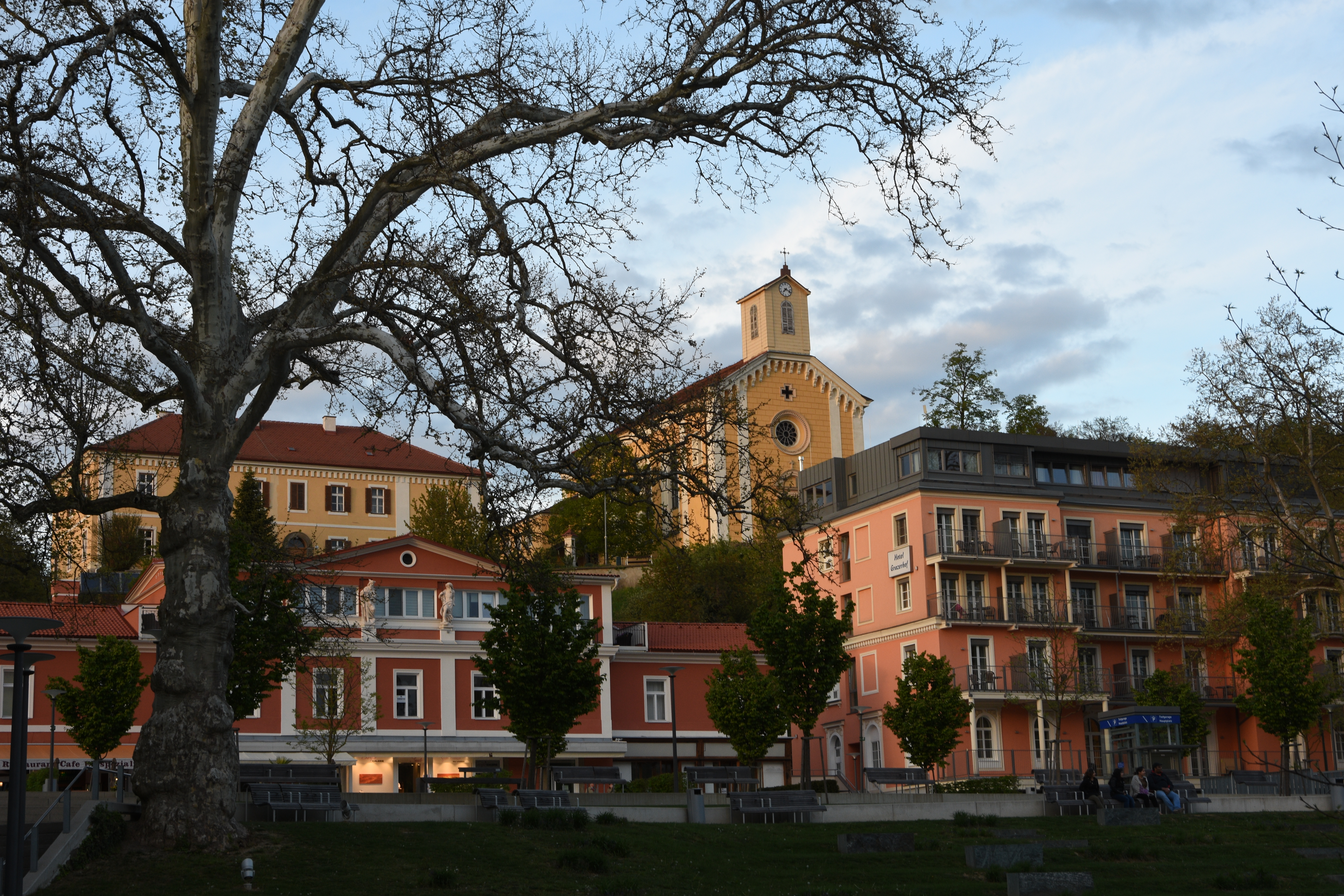
Utcakép a Szt. Máté-templommal

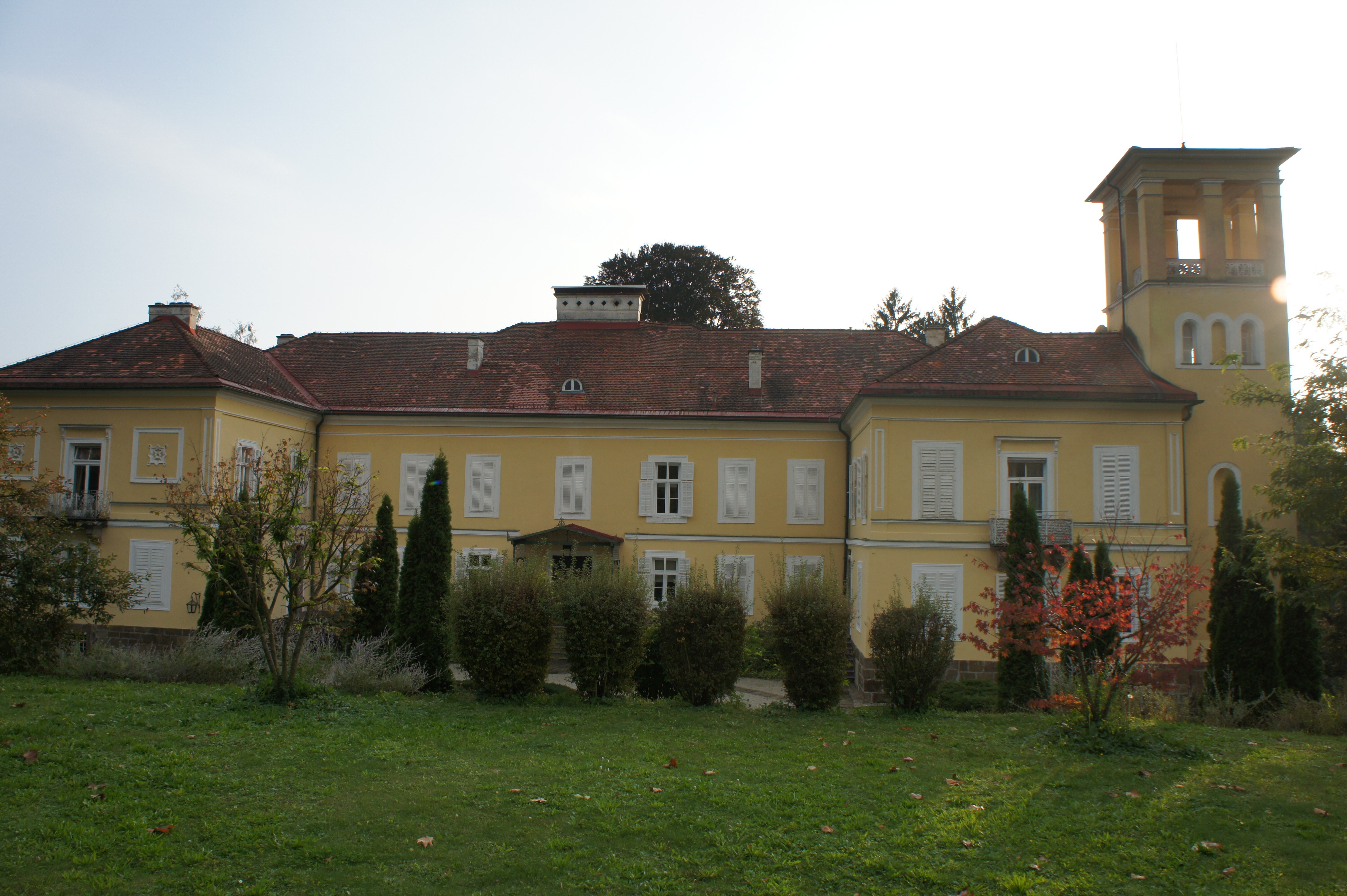
A Wickenburg-villa

Bad Gleichenberg a Kelet-Stájerország régióban, a Kelet-stájer dombságon fekszik, kb. 42 km-re délkeletre Graztól. Területe közvetlenül a Rába és a Mura vízválasztójától délre található, így bár a Rába északon közelebb van, patakjai dél, a Mura felé futnak. Legmagasabb pontjai a vulkanikus eredetű Stradnerkogel (609 m) és Gleichenberge (598 m). Az önkormányzat 4 katasztrális községben (Bad Gleichenberg, Bairisch Kölldorf, Merkendorf és Trautmannsdorf) 11 települést egyesít: Bad Gleichenberg (1458 lakos), Bairisch Kölldorf (1049), Gleichenberg Dorf (592), Haag (178), Hofstätten (96), Klausen (197), Merkendorf (406), Steinbach (220), Trautmannsdorf (776), Waldsberg (211), Wilhelmsdorf (109).
A környező önkormányzatok: északra Feldbach, északkeletre Kapfenstein, délkeletre Sankt Anna am Aigen, délre Straden, nyugatra Gnas.

## Története
Bad Gleichenberg területén található a Stájerországban talált legrégebbi település, amely mintegy 5 ezer éve, az újkőkorban volt lakott. Ez a kultúra jellemzően vizek mentén épített cölöpökön álló házakat. Ezen a helyszínen cserépedényekre,, kőbaltákra, kőkalapácsokra bukkantak a régészek.
A helyi ásványvízforrásokat már a rómaiak is használták, megtalálták az 1-3. századból való, jó állapotban megmaradt kútkávát, 74 db római pénzérmét és 12 megkövesedett mogyorót.
Gleichenberg várát 1185-ben említik először, parancsnoka ekkor egy Hermann nevű férfi volt. Az 1268-as nemesi felkelés leverése során a vár elpusztult, mára csak alig felismerhető romjai maradtak. Az uradalom 1292-ben a Wildon-családhoz került, akik 1312-ben elzálogosították azt a Walseeknek. Ők a 14. században új várat építettek, amely 1581-ben a Trauttmansdorff-nemzetség tulajdonába került. Az épületet a 17. században kastéllyá bővítették. Az épület a második világháborúban nagy károkat szenvedett. 1945-ben a Stubenberg-család vásárolta meg, 1983-ban pedig teljesen leégett.
A 19. század elején, miután felismerték a gleichenbergi ásványvízforrások gyógyhatását (főleg légzőszervi megbetegedésekre, atópiás dermatitisz és pszoriázis kezelésére ajánlják) Matthias Constantin Capello von Wickenburg kormányzó (Metternich közeli barátja) támogatásával 1834-ben megkezdődött a fürdővárosi infrastruktúra kiépítése. 1845-ben megépült a templom, majd kolostort is alapítottak, amelyet 1888-ban átadtak a ferenceseknek. A fürdőváros Ferenc József idején épült ki igazán. 1926-ban a fürdőváros neve Bad Gleichenbergre változott (Gleichenberg faluval 1962-ben egyesült). A 2015-ös közigazgatási reform során Bairisch-Kölldorfot, Merkendorfot és Trautmannsdorfot is a községhez csatolták.

## Lakosság
A Bad Gleichenberg-i önkormányzat területén 2017 januárjában 5336 fő élt. A lakosságszám 1939 óta (akkor 4110 fő) gyarapodó tendenciát mutat. 2015-ben a helybeliek 93,3%-a volt osztrák állampolgár; a külföldiek közül 1,6% a régi (2004 előtti), 2,8% az új EU-tagállamokból érkezett. 0,9% a volt Jugoszlávia (Szlovénia és Horvátország nélkül) vagy Törökország, 1,3% egyéb országok polgára. 2001-ben a lakosok 91,6%-a római katolikusnak, 1,9% evangélikusnak, 2,4% mohamedánnak, 3,4% pedig felekezet nélkülinek vallotta magát. Ugyanekkor 10 magyar élt a községben.

## Látnivalók
- a gyógyfürdők

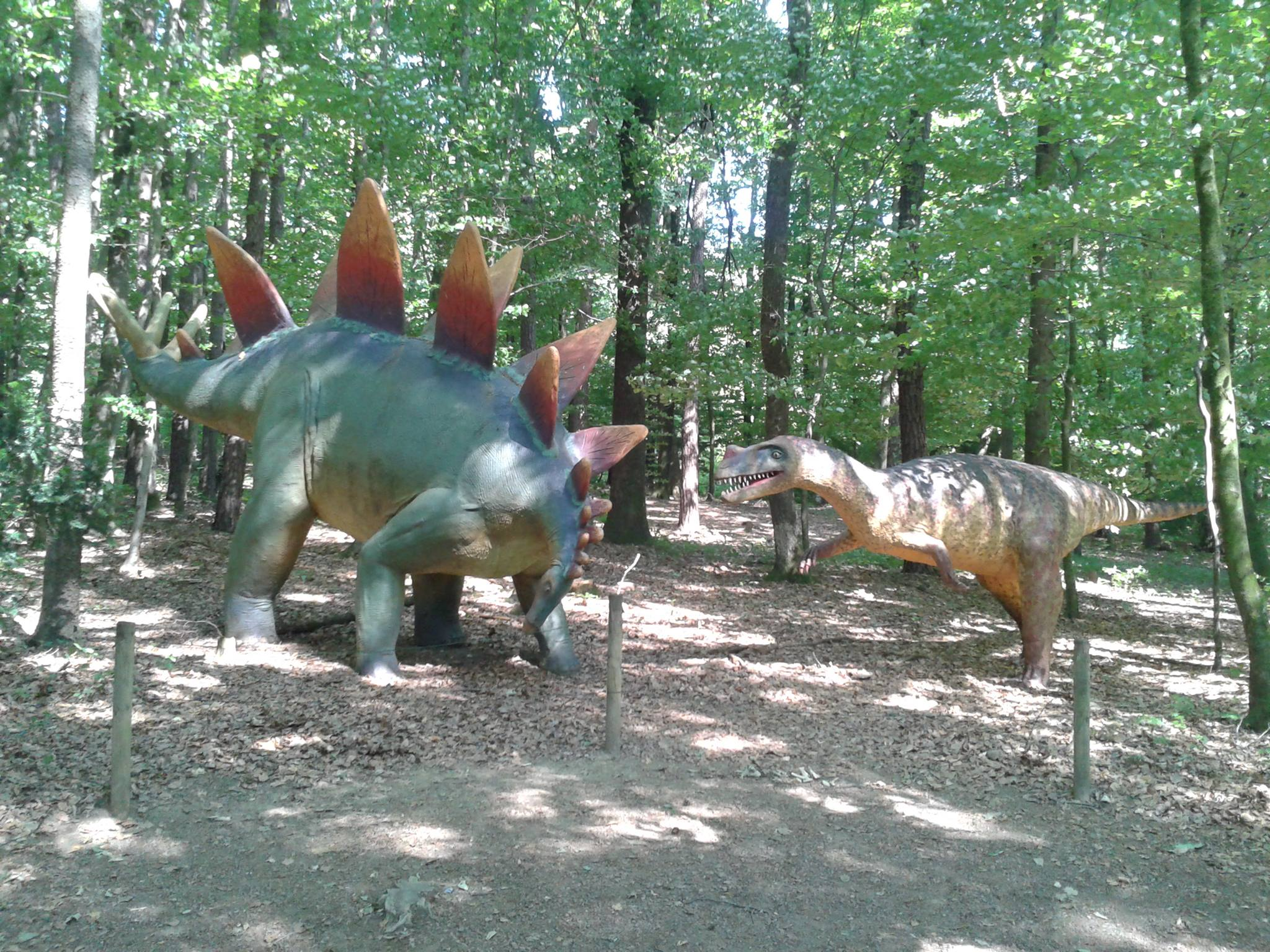
Styrassic Park

- a Szt. Máté-plébániatemplom 1845-ben épült
- a ferences rend volt kolostora
- a trautmannsdorfi Szt. Mihály-plébániatemplom
- a Wickenburg-villa
- a volt Hotel Mailand (ma vendéglátóipari főiskola)
- a Styrassic Park 85 életnagyságú dinoszauruszszoborral

## Testvértelepülések
Röthenbach an der Pegnitz (Németország)

## Fordítás
- Ez a szócikk részben vagy egészben  a   Bad Gleichenberg című német Wikipédia-szócikk ezen változatának fordításán alapul.  Az eredeti cikk szerkesztőit annak laptörténete sorolja fel. Ez a jelzés csupán a megfogalmazás eredetét és a szerzői jogokat jelzi, nem szolgál a cikkben szereplő információk forrásmegjelöléseként.